# Дача Сатиной
Дача Сатиной — особняк начала XX века в посёлке Семеиз в Крыму, расположенный по адресу ул. Красномаякская, 9 г, первоначально построенный по проекту и под руководством Я. П. Семёнова для Анастасии Васильевны Субботиной. Название получила по фамилии последней владелицы Сатиной Натальи Ивановны.

## Дача Сатиной
Первой владелицей дачи была супруга коллежскского асессора Николая Павловича Субботина Анастасия Васильевна Субботина. Примерно в 1903 году (точная дата пока не установлена), она приобрела у владельца Нового Симеиза И. С. Мальцова дачный участок № 46 в западной части Нового Симеиза площадью 452 квадратных сажени (примерно 20,5 сотки). В 1903—1905 году (дата также приблизительна) на участке, по проекту и под руководством главного зодчего Нового Симеиза, военного инженера генерал-майора Якова Петровича Семёнова, было возведено здание в стиле неоклассицизма с элементами модерна. В результате получилась усадьба с небольшим парком на 400-х квадратных саженях (18 сотках) и двухэтажным особняком (восточная часть поднята на три зтажа), предназначенном «частью для себя, частью для сдачи внаём».

1 января 1908 года Анастасия Васильевна Субботина, за 41000 рублей, продала усадьбу Н. Л. Лопатину, который, в свою очередь, 12 декабря 1911 года, продаёт её Александру Александровичу и Ивану Александровичу Лопатиным. 12 декабря 1913 года, в результате ещё одной продажи, дача переходит к совладельцам Сатиной Наталье Ивановне, Лопатиной Евгении Карловне, Лопатиным Николаю Александровичу и Александру Александровичу (в какой степени родства состояли все Лопатины пока не установлено). С тех пор имение, по неустановленной пока причине, везде фигурирует, как «дача Сатиной», которая приходилась родственницей по жене Наталье Сатиной (фактически — троюродная сестра) композитора Сергея Рахманинова. Интересно, что на дореволюционной открытке Новосимеизско-орловского издательства братьев Гермут дача названа «Курек».

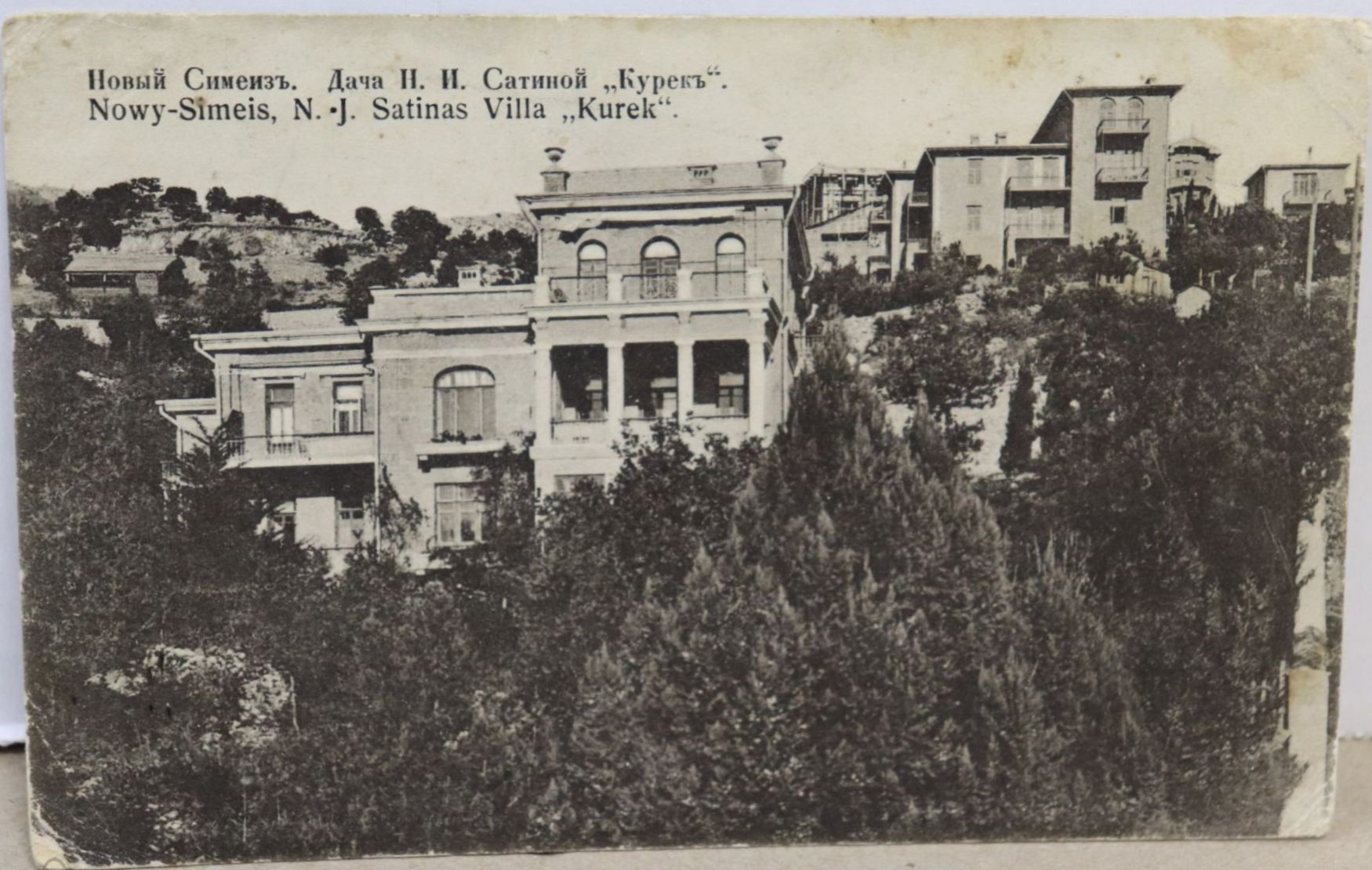
Дача Н. И. Сатиной «Курек»
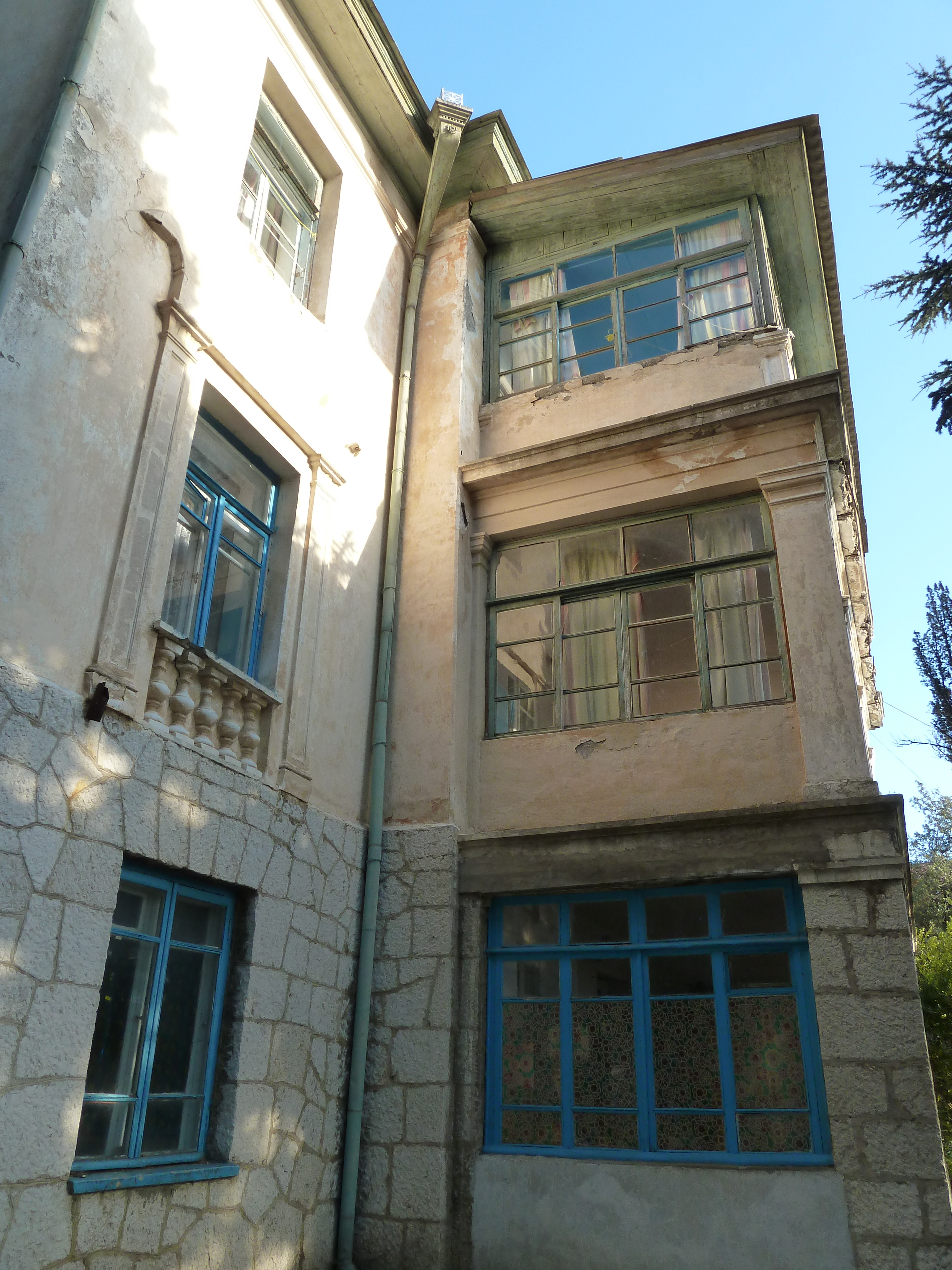
Современный вид.

## После революции
16 декабря 1920 года приказом председателя Революционного комитета Крыма были изъяты «из частного владения как разных ведомств, так и частных лиц все имения Южного берега Крыма в районе от Судака до Севастополя включительно» и передавались в ведение специально созданного Управления Южсовхоза. В 1925 году дачу Сатиной включили в состав санатория «Красный маяк», в коем состоянии здание пребывало до недавнего времени, как санаторскую столовую.
Решением Ялтинского городского исполнительного комитета № 64 от 24 января 1992 года «Дача Сатиной Н. И.» объявлена памятником архитектуры. В апреле 2021 года в министерство культуры Республики Крым поступило заявление, предлагающее включить в единый государственный реестр объектов культурного наследия «садово-парковую зону с группой исторических дач, входивших до недавнего времени в санаторий „Красный маяк“ как единый усадебно-парковый ансамбль», в том числе и дачу Сатиной. 25 ноября 2021 года опубликован приказ министерства культуры Республики Крым «Об утверждении охранного обязательства собственника…» объекта культурного наследия регионального значения «Дача Н. И. Сатиной (архитектор Я. П. Семенов), начало XX века». К настоящему времени, несмотря на некоторые переделки фасада, здание, на фоне других дач Симеиза, довольно хорошо сохранилось. На 2022 год в бывшей даче размещается гостиница «Симеиз Тур».